# 洪福
洪福（こうふく）は、ベトナム後黎朝の世宗が使用した元号。1572年。

## 西暦との対照表
| 洪福 | 元年   |
| 西暦 | 1572年 |
| 干支 | 壬申   |